# Stensätra
Stensätra är en stadsdel i Sandviken. Den ingår i Ovansjö socken och i motsats till övriga Sandviken så tillhör den Ovansjö församling och tillhörde före 1971 Ovansjö landskommun.
Stensätra består huvudsakligen av villor och bondgårdar. En fotbollsplan och elljusspår finns och en idrottsförening (Stensätra IF).
Stensätra har en egen modern kyrka, Stensätra kyrka, som är byggd 1979.

## Befolkningsutveckling
| Befolkningsutvecklingen i Stensätra 1950–1965                                           | Befolkningsutvecklingen i Stensätra 1950–1965 | Befolkningsutvecklingen i Stensätra 1950–1965 | Befolkningsutvecklingen i Stensätra 1950–1965 | Befolkningsutvecklingen i Stensätra 1950–1965 |
| --------------------------------------------------------------------------------------- | --------------------------------------------- | --------------------------------------------- | --------------------------------------------- | --------------------------------------------- |
|                                                                                         |                                               |                                               |                                               |                                               |
| År                                                                                      |                                               |                                               | Folkmängd                                     | Areal (ha)                                    |
| 1935                                                                                    | 1935                                          |                                               | 333                                           | ##                                            |
| 1940                                                                                    | 1940                                          |                                               | 639                                           | ##                                            |
| 1945                                                                                    | 1945                                          |                                               | 784                                           | ##                                            |
| 1950                                                                                    | 1950                                          |                                               | 830                                           | ##                                            |
| 1960                                                                                    | 1960                                          |                                               | 1 219                                         | 117                                           |
| 1965                                                                                    | 1965                                          |                                               | 1 487                                         | 128                                           |
| Anm.: Sammanvuxen med Sandviken 1970. ## Som tätort/befolkningsagglomeration 1920–1950. |                                               |                                               |                                               |                                               |